# Kaiser Franz Josef I. (Schiff, 1873)
Die Kaiser Franz Josef I. – oft liebevoll nur der Kaiser genannt – ist ein mittlerweile von einem Dieselmotor angetriebener, ehemaliger Schaufelraddampfer auf dem Wolfgangsee in Österreich.

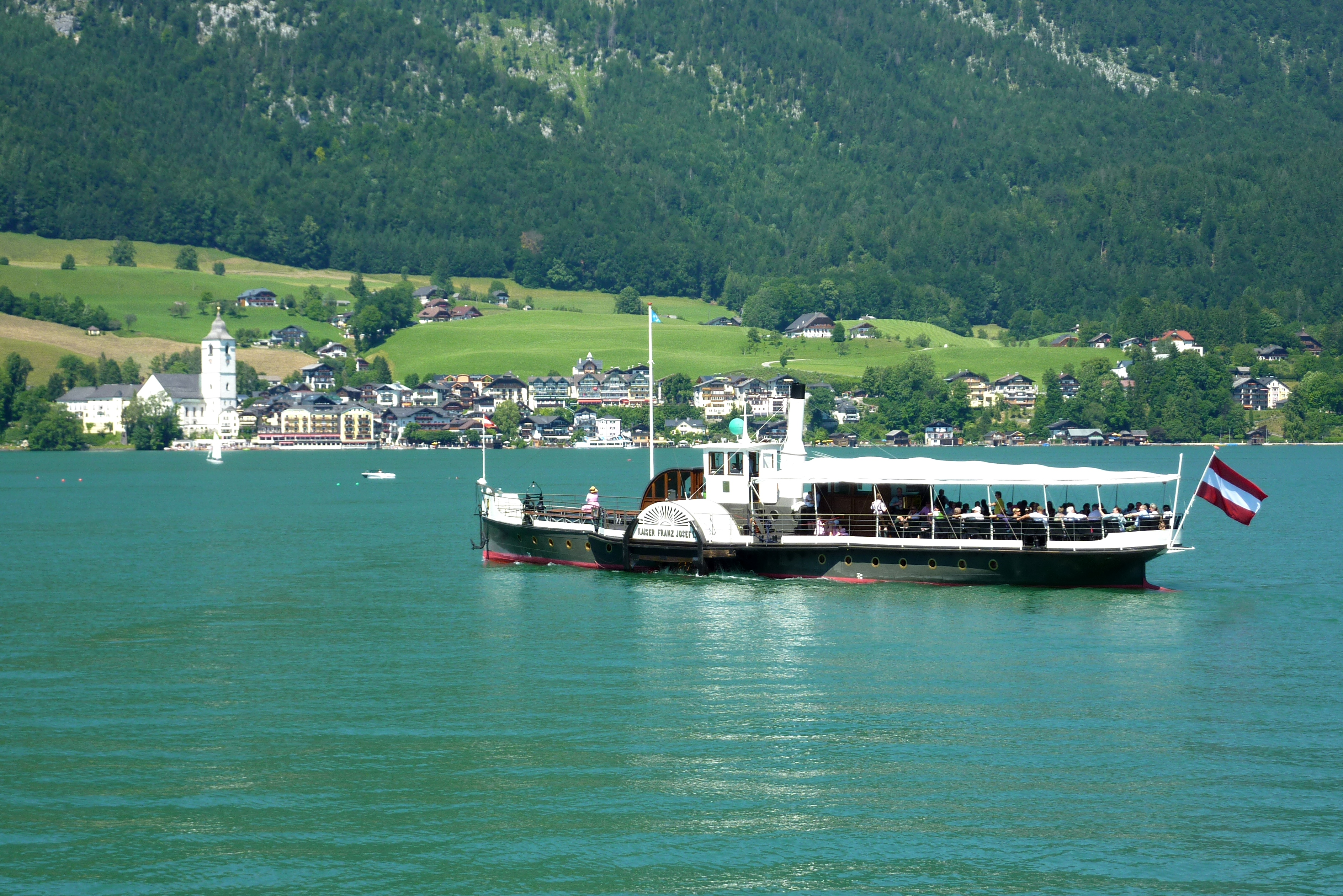
Der „Kaiser“ vor St. Wolfgang

## Geschichte
Der Unternehmer Berthold Curant, ehemals Vorstand der Wiener Werkstätten der Kaiserin Elisabeth-Bahn, begründete mit diesem Schaufelraddampfer die Linienschifffahrt auf dem Wolfgangsee. Das Schiff wurde am 12. April 1872 bei der Schiffswerft Linz bestellt und im Frühjahr 1873 in Einzelteilen unter erheblichen Schwierigkeiten auf dem Straßenweg nach Strobl geliefert und dort zusammengebaut. Der Kaiser war das erste Dampfschiff auf dem Wolfgangsee, die Jungfernfahrt erfolgte am 20. Mai 1873. Anlass der Indienststellung war das 25-jährige Regierungsjubiläum des Namenspatrons.
Ab der schrittweisen Inbetriebnahme der Salzkammergut-Lokalbahn (ab 1890) sorgte der Dampfer für die Anbindung St. Wolfgangs und der Schafbergbahn an die Lokalbahn. Im Laufe seiner mittlerweile gut 150-jährigen Dienstzeit beförderte er auch öfters Mitglieder des Kaiserhauses, darunter den Namensgeber Kaiser Franz Joseph I. Durch das "Auftreten" in der Operette "Im weißen Rössl" (1930) und den folgenden Verfilmungen erreichte der Dampfer geradezu Kultstatus.
Das Schiff kam mit der Wolfgangsee-Schifffahrt im Jahr 1898 in den Besitz der Salzkammergut-Lokalbahn (SKGLB) und kam nach deren Ende (1957) zu den Österreichischen Bundesbahnen. 1954 wurde die altersschwache oszillierende Dampfmaschine gegen einen Dieselmotor von KHD getauscht, die Modernisierung wurde durch Gelder aus dem Marshall-Plan ermöglicht. Zu Beginn der 1960er Jahre wurden die Aufbauten erneuert, 1967 erfolgte eine großzügige Erneuerung der Schiffswände.
Seit 2006 befindet sich das Schiff gemeinsam mit der Wolfgangsee-Flotte im Besitz der Salzkammergutbahn GmbH, einer Tochterfirma der Salzburg AG, welche auch die Schafbergbahn betreibt. 2008 erhielt das Schiff eine umfassende Sanierung und wurde in das Aussehen von ca. 1908 zurück versetzt.

## Das Schiff
Der Rumpf des 33,1 Meter langen Glattdeckschiffes besteht aus genieteten Stahlspanten. Die erste Klasse war im Achterschiff untergebracht und trug ursprünglich ein Sonnensegel, dieses kam bei der Renovierung 2008 wieder zum Einsatz. Das Deck wurde im Jahr 2000 erneuert.
Ursprünglich diente eine oszillierende Zweizylinder-Verbunddampfmaschine als Antrieb, sie wurde im Winter 1953/54 durch einen Sechszylinder-Dieselmotor von Klöckner-Humboldt-Deutz getauscht, der 85 kW (116 PS) bei 1.300/min leistete. Seit 1999 dient ein Iveco-Dieselmotor vom Typ 8210 M22 mit 88 kW (120 PS) Leistung als Antrieb.
Die ursprüngliche Passagierzahl von 228 wurde mittlerweile zur Schonung des betagten Schiffes auf 100 begrenzt.